# Anticheta fulva
Anticheta fulva är en tvåvingeart som beskrevs av Steyskal 1960. Anticheta fulva ingår i släktet Anticheta och familjen kärrflugor. Inga underarter finns listade i Catalogue of Life.